# Henri Nouwen
Henri Jozef Machiel Nouwen (Nijkerk, 24 de enero de 1932 – Hilversum, 21 de septiembre de 1996) fue un sacerdote católico holandés, autor de más de 40 libros sobre espiritualidad.

## Trayectoria
Sus libros son muy valorados tanto por protestantes como por católicos. En el nombre de Jesús, Payasadas en Roma, La vida del amado, El regreso del hijo pródigo y El camino del corazón son solo algunos de sus títulos más reconocidos. Después de casi dos décadas como profesor en la Menninger Foundation Clinic de Topeka, Kansas (EE. UU.) y en las Universidades de Notre Dame, Yale y Harvard, abandonó su trabajo para compartir su vida con personas con discapacidad mental en la comunidad de El Arca de Daybreak en Toronto (Canadá). Murió en septiembre de 1996 de un ataque al corazón.

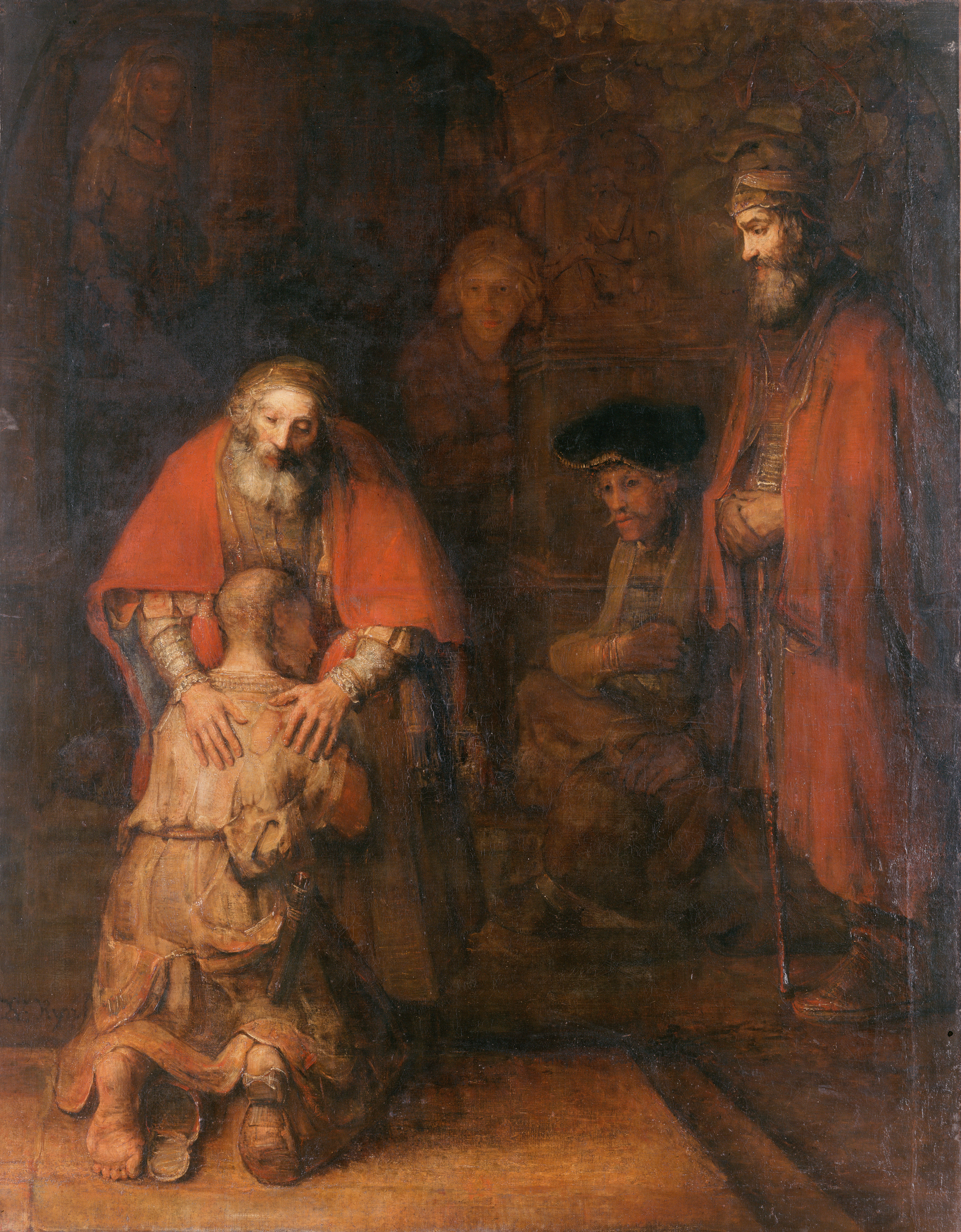
El regreso del hijo pródigo, por Rembrandt (Hermitage de San Petersburgo). Nouwen escribió un libro, El regreso del hijo pródigo, basado en la contemplación de este cuadro.

Se pueden encontrar muchas influencias en su espiritualidad, especialmente su amistad con Jean Vanier, fundador de El Arca. Por indicación de este, Nouwen visitó la comunidad de El Arca en Francia, la primera de las casi ciento treinta comunidades a lo largo y ancho del mundo donde personas con discapacidades mentales y del desarrollo viven y comparten su vida junto a los que les cuidan. En 1986, Nouwen aceptó el cargo de capellán en una comunidad de El Arca llamada Daybreak, en Canadá. Nouwen escribió un libro acerca de su relación con Adam, uno de los miembros más representativos de la comunidad, con profundas discapacidades, en un libro llamado Adam: el amado de Dios. El padre Nouwen era un gran amigo del cardenal Joseph Bernardin.

## Obras
- Nouwen, Henri J. M. El regreso del hijo pródigo: meditaciones ante un cuadro de Rembrandt. PPC, Madrid, 2002. ISBN 978-84-288-1151-4.
- Nouwen, Henri J.M. Meditaciones diarias para la vida espiritual. Tú eres mi amado. PPC, Madrid 2019. ISBN 978-84-288-3402-5 (Recopilación y edición de Gabrielle Earnshaw)
- Nowen, Henri J. M. El discernimiento. Cómo leer los signos de la vida diaria. Sal Terrae, Santander, 2014 ISBN 978-84-293-2148-7 (Con Michael J. Christensen y Rebecca J. Laird, M.A.)